# Gothic Opera
『Gothic Opera』（ゴシック・オペラ）は、宝野アリカと片倉三起也による日本の音楽ユニット、ALI PROJECTの6作目のストリングスアルバム。2010年3月17日に徳間ジャパンコミュニケーションズから発売された。
ストリングスアルバムとしては、前作『Grand Finale』より約2年ぶりのリリースである。過去のストリングスアルバムは既存曲のアレンジが中心であったが、本作には新曲が6曲収録されている。
レコーディングはパリで行われた。

## 収録曲
1. 月光オペラの天鵞絨の緞帳は上がり
2. 恋の翼は真珠色の骨を持ち
  - Aメロにピョートル・チャイコフスキーの『ピアノ協奏曲第1番』が引用されている。
  - イントロ、Bメロにミハイル・グリンカの『Variations On The Song Sredi Dolinï Rovnïye In A Minor』が引用されている。
3. Jeux Interdits～禁じられた遊び
  - テレビアニメ『ローゼンメイデン』オープニング主題歌。フランス語タイトルはジュ・アンテルディと読む。
4. 私の心は語る薔薇の御胸を葩の御身を
5. エルフの娘は地上に降り
  - 「父･王と娘･王女の掛け合い歌」をイメージした曲。
  - サビ直前にカロル・シマノフスキの『仮面劇 ドン・ファンのセレナーデ』が引用されている。
6. Valkyrja～騎士乙女
  - ヴァルキュリヤと読む。原曲は裸々イヴ新世紀のc/w、「騎士乙女」。テレビアニメ『宇宙をかける少女』第9話エンディング主題歌
7. 百合の日々は追憶の中に潜み薫る
  - 宝野曰く「バロック風少女歌唱」
  - 間奏にアントニオ・ヴィヴァルディの『ヴァイオリン協奏曲集《四季》 第2番 「夏」第3楽章』が引用されている。
8. La Rose de la Reine～薔薇獄乙女
  - テレビアニメ『ローゼンメイデンオーベルテューレ』オープニング主題歌。フランス語タイトルはラ・ローズ・ドゥ・ラ・レーヌと読み、意味は「王女の薔薇」。
9. Gothic Opera(instrument)
10. Adieu
  - アデュと読む。グスタフ・マーラーの交響曲第5番第4楽章のカバー

## 参加ミュージシャン
- 作詞：宝野アリカ（M1-M8,M10）
- 作曲：片倉三起也（M1-M9）、Gustav Mahler（M10）
- 編曲：平野義久（M1-M7）、渡辺剛(M8-M10）
- Vocals：宝野アリカ
- Violin：渡辺剛、杉野裕
- Strings：Paris 月光Orchestra
- Orchestra leader：平野義久

## クレジット
| Produced, Directed & Presented by ALI PROJECT | Produced, Directed & Presented by ALI PROJECT                                     |
| --------------------------------------------- | --------------------------------------------------------------------------------- |
| Engineered by                                 | Jiro Takita                                                                       |
| Mastering Engineered by                       | Yoichi Aikawa(相川洋一)（R.S.M）                                                  |
| Recorded at                                   | SOUND GRANDE ARMEE（Paris）                                                       |
| Recorded at                                   | Flamingo Studio                                                                   |
| Recorded at                                   | Zazou Music Shed                                                                  |
| A&R                                           | Tomoko Okada(岡田知子)（Tokuma Japan Communications）                             |
| Sales Promotion                               | Hideo Tanaka(田中英雄)（Tokuma Japan Communications）                             |
| Creative Coordination                         | Kiyoe Mizusawa(水澤清恵)（Tokuma Japan Communications）                           |
| Artist Management                             | Boris Vian Inc.                                                                   |
| Design                                        | Maiko Yoshino(吉野磨衣子)                                                         |
| Photography                                   | Hironobu Onodera(小野寺廣信)                                                      |
| Hair & Make-up                                | Fusae Tachibana(橘房図)                                                           |
| Stylist                                       | Miki Aizawa(相澤樹)                                                               |
| Special Thanks to                             | Makoto Okuda(奥田誠)、Naho Ohyama（Backstage Project）                            |
| Special Thanks to                             | Reina Kitada(北田麗奈), Miki Rojanski, Alexis Rojanski, Yoko Kanda（Epice Paris） |
| Special Thanks to                             | Yu Nemoto(根本由), Kayo Komaki(古牧佳代), Kayoko Manabe, Zucchan                  |